# Fuscher-Kar-Kopf
Der Fuscher-Kar-Kopf (früher auch Fuschereiskarkopf genannt) ist ein 3331 m ü. A. hoher Berg am Alpenhauptkamm in der Glocknergruppe der Hohen Tauern. Er liegt an der Grenze zwischen den österreichischen Bundesländern Salzburg und Kärnten. Vom Gipfel zieht ein etwa 500 Meter langer, geschwungener, früher firnbedeckter Grat zur Nordwestschulter (3252 m), die von Westen betrachtet wie ein Gipfel wirkt und in der Literatur „Nordwestgipfel“ genannt wird.
Nach Nordwesten und Osten verlaufen weitere ausgeprägte Grate, die den Alpenhauptkamm bilden. Nach Südosten zweigt die Heiligenbluter Freiwand (Freiwandgrat) ab, ein mächtiger Seitenkamm, der als Südostgrat am Fuscher-Kar-Kopf beginnt. Die mitunter „Nordwestgipfel“ genannte Nordwestschulter hat eine gewaltige, etwa 650 Meter hohe Westwand, die früher mit Firn überzogen war, heute aber mit losen Felsplatten bedeckt ist. Der Berg ist vorwiegend aus Kalkglimmerschiefer aufgebaut, der an der Oberfläche typischerweise sandig als Bratschen angewittert ist. Als Flugsand werden diese Kalkglimmerschiefer in das südlich gelegene Kar, die Gamsgrube verfrachtet, wo die so entstehende Dünenlandschaft als Sonderschutzgebiet ausgewiesen ist.
Der Fuscher-Kar-Kopf ist vom Standort der 2016 abgetragenen Hofmannshütte aus leicht über den Südwestgrat zu erreichen und bietet eine gute Aussicht auf den Großglockner und die Pasterze. Von der Kaiser-Franz-Josefs-Höhe dauert der Aufstieg via Gamsgrubenweg 30 Minuten länger. Zuerst bestiegen wurde der Fuscher-Kar-Kopf in den 1840er Jahren durch den Jäger Gregor Maier, genannt Badhans, aus Fusch.

## Lage und Umgebung

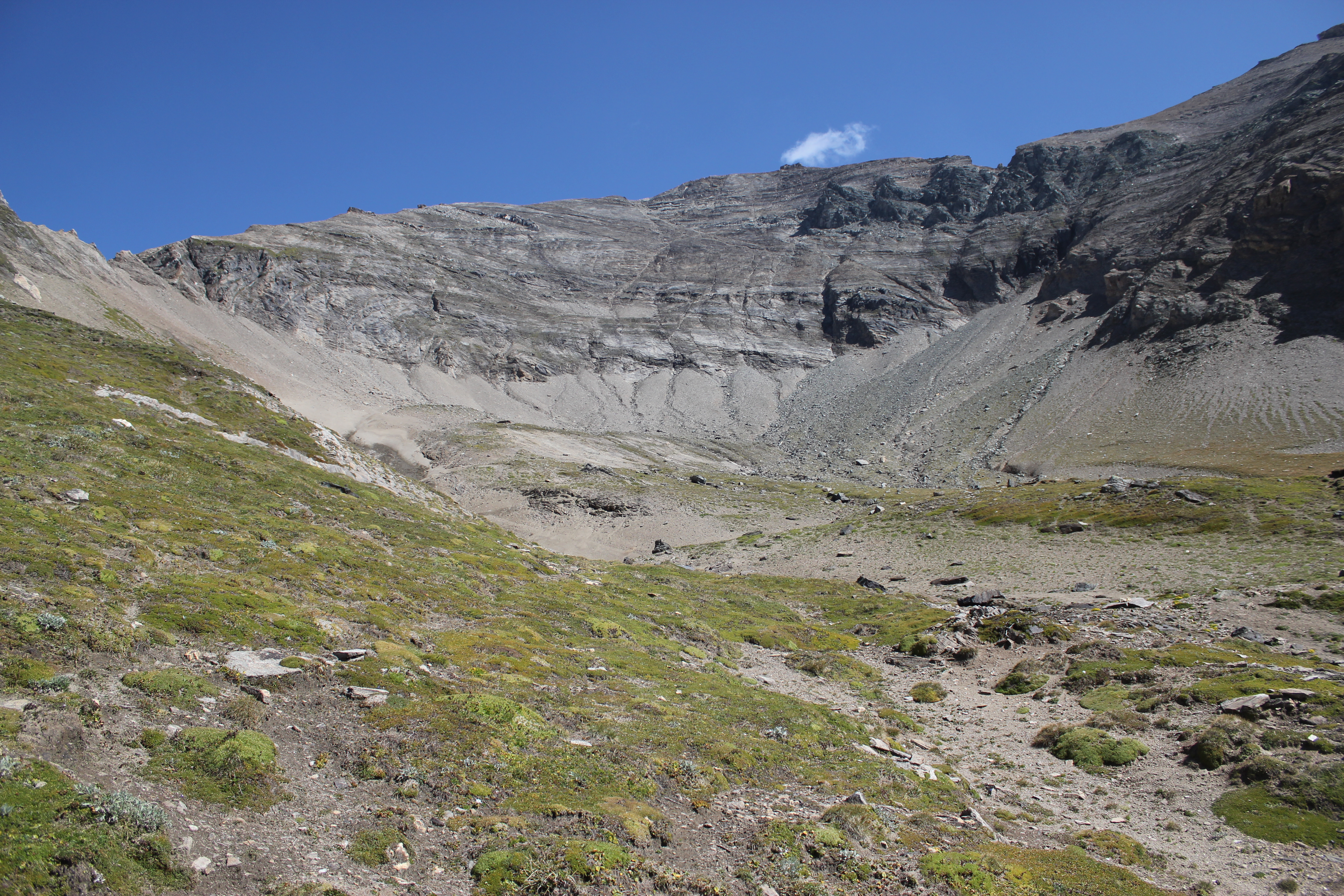
Der Fuscherkarkopf von Südwesten über der Gamsgrube

Der Fuscher-Kar-Kopf ist, außer im Südwesten, von Gletschern umgeben. Im Westen liegt der Wasserfallwinkel, der das südliche, untere Teil des Bockkarkeeses ist, im Norden das kleine Fuscherkarkees und im Südosten das unbedeutende Freiwandkees. Im Süden schließlich erstreckt sich die Pasterze, der größte Gletscher der Ostalpen. Benachbarte Berge sind im Verlauf des Nordwestgrats, getrennt durch die auf 2841 m Höhe gelegene Fuscher-Kar-Scharte, der 3154 m hohe Breitkopf und weiter der Mittlere Bärenkopf mit 3358 m Höhe. Im Verlauf des Ostgrats, der den Alpenhauptkamm bildet, liegt, getrennt durch ein Kar mit dem Namen Der Rinner, das 3261 m hohe Sinwelleck. Weiter in östlicher Richtung folgen Kapuziner (2852 m), die Untere Pfandlscharte (2663 m ü. A.) und der 3027 m hohe Spielmann. Nach Südosten, entlang der Heiligenbluter Freiwand, erheben sich, getrennt durch die Freiwandscharte (2975 m), Freiwandspitz (3034 m) und Freiwandkopf (2854 m). Südwestlich des Gipfels befindet sich die Gamsgrube, ein mit 600 Metern Durchmesser gewaltiges, kesselförmiges Hochkar. Die nächstgelegene bedeutende Siedlung ist das etwa 8 Kilometer Luftlinie südöstlich gelegene Heiligenblut in Kärnten. Gut 15 Kilometer in nordöstlicher Richtung liegt das salzburgische Fusch an der Großglocknerstraße.

## Stützpunkte und Touren
Der heutige Normalweg, der einfachste Anstieg auf den Fuscher-Kar-Kopf, ist zuerst am 27. August 1882 begangen worden, und zwar von den Geologen Carl Diener, August Böhm von Böhmersheim, Friedrich Teller und Carl von Camerlander. Ihr Weg führte von der Hofmannshütte auf 2444 m Höhe aus über den Südwestgrat (Gamsgrubengrat) zunächst zum „Nordwestgipfel“ und dann über den Verbindungsgrat in östlicher Richtung zum Fuscher-Kar-Kopf. Heute ist dieser Weg teilweise mit Drahtseilversicherungen ausgestattet, und der Gipfel trägt ein Kreuz. Von der 2016 abgetragenen Hofmannshütte aus beträgt die Gehzeit laut Literatur etwa 2½ Stunden (damit Gesamtgehzeit ab Kaiser-Franz-Josefs-Höhe 3 Stunden), und die Schwierigkeiten des Weges bewegen sich im Schwierigkeitsgrad UIAA I+. Weitere Anstiege führen über die anderen Grate und Eistouren durch die ausapernde Nordwand und Nordflanke (bis 450 Höhenmeter und einer Eisneigung von 50°), sie wurden erstmals 1920 begangen. Die von Hubert Peterka und Gefährten zuerst 1927 durchstiegene Westwand ist, seitdem die Eisauflage durch die globale Erwärmung abgeschmolzen ist, wegen der großen Steinschlaggefahr nicht mehr begehbar.